# لانس لين
لانس لين (بالإنجليزية: Lance Lynn)‏ هو لاعب كرة قاعدة أمريكي، ولد في 12 مايو 1987 في مقاطعة ماريون في الولايات المتحدة.

## وصلات خارجية
- لانس لين على موقع دوري كرة القاعدة الرئيسي (الإنجليزية)
- لانس لين على موقعبيزبول رفرنس.كوم (الدوري الرئيسي) (الإنجليزية)
- لانس لين على موقعبيزبول رفرنس.كوم (الدوري الثانوي) (الإنجليزية)
- لانس لين على موقع إي إس بي إن.كوم (أم.أل.بي) (الإنجليزية)
- لانس لين على موقع مشجعي الرسوم البيانية (الإنجليزية)